# Верх-Комарьево
Верх-Комарьево — упразднённый посёлок в Шипуновском районе Алтайского края. На момент упразднения входил в состав Бобровского сельсовета. Исключен из учётных данных в 1983 году.

## География
Располагался на водоразделе рек Горевка и Язевка, на расстоянии приблизительно 10 км (по-прямой) к юго-востоку от села Бобровка.

## История
Основан в 1921 г. В 1928 году поселок Верх-Комаровский состоял из 21 хозяйства. В административном отношении входил в состав Бобровского сельсовета Шипуновского района Рубцовского округа Сибирского края.
Решением Алтайского КИКа от 11 ноября 1983 года № 381 населённый пункт, исключен из учётных данных.

## Население
По данным переписи 1926 года в поселке проживало 120 человек (44 мужчины и 176 женщин), основное население — русские